# روبرت إف. كينون
روبرت إف. كينون هو محامي وقاضي وسياسي أمريكي، ولد في 21 أغسطس 1902 في دوبيرلي في الولايات المتحدة، وتوفي في 11 يناير 1988 في باتون روج في الولايات المتحدة. نشط حزبياً في الحزب الديمقراطي. وقد انتخب عمدة مندن, لويزيانا ‏ وانتخب المدعي العام ‏ وانتخب حاكم لويزيانا ‏ (13 مايو 1952 – 8 مايو 1956).